# Marie-Christophe Boissier
Pour les articles homonymes, voir Boissier.
Marie-Christophe Boissier, né à Créteil en 1957, est médecin rhumatologue, professeur des universités-praticien hospitalier (PU-PH). Directeur fondateur de plusieurs structures de recherche communes entre l’INSERM et l’université Paris 13 il est à l’origine de traitements innovant de la polyarthrite rhumatoïde dont les principes sont aujourd’hui appliqués à d’autres maladies.  
Investi dans l’enseignement, notamment dans la co-construction du Master national de Biologie articulaire et l’École Doctorale Biologie et Biotechnologie de l’université Paris 7, Il a pris la responsabilité d’un grand nombre d’activités collectives professionnelles (rédacteur en chef de la Revue du rhumatisme, administrateur de la fondation Arthritis-Courtin, administrateur de la Société Française de Rhumatologie) et académiques (membre de la Commission Recherche de l’université Paris 13 depuis 12 ans, Vice-Président du Conseil Académique de la ComUE (USPC), directeur de l'UMR INSERM 1125 Physiopathologie, cibles et thérapies de la polyarthrite rhumatoïde et de l’Institut Fédératif de Recherche Biomédicale de l’Université Paris 13 (IFRB)).

## Biographie

### Parcours
Né à Créteil en 1957, Marie-Christophe Boissier fait des études secondaires classiques et scientifiques puis des études de médecine à la Faculté de la Pitié-Salpétrière (Université Paris 6). Nommé Interne des Hôpitaux de Paris en 1980, il obtient le premier prix des Prix de l’Internat de Paris en Médecine (médaille d’or) en 1986. Il devient Chef de Clinique en 1987 et choisit l’université Paris 13, la faculté de Médecine de Bobigny et l’Hôpital Avicenne pour construire une équipe. Marie-Christophe Boissier devient Professeur de Rhumatologie en 1994 et crée un laboratoire de Recherche consacré à la Polyarthrite Rhumatoïde qui devient Équipe d’Accueil de l’Université Paris 13 en 1996. Il crée ensuite le Service de rhumatologie au CHU Avicenne, centré sur la thématique de recherche du laboratoire, les rhumatismes inflammatoires et les autres pathologies sévères en rhumatologie. Le laboratoire évolue en même temps vers la création d’une Unité Mixte de Recherche de l’Inserm et de l’université Paris 13, qui sera renouvelé jusqu’à ce jour par les institutions. En 2014, Marie-Christophe Boissier fédère la recherche biomédicale au sein de son établissement en créant l’Institut Fédératif de Recherche Biomédicale de l’université Paris 13 (IFRB), de nombreuses équipes ou unités de recherche se regroupant autour d’actions communes. Actuellement la thématique centrale de l’IFRB est l’étude de l’exposome dans les maladies chroniques, c’est-à-dire la recherche de facteurs extérieurs au génome qui influencent, dans les maladies chroniques, le fonctionnement de nos gènes. Un tel concept permet de regrouper des projets intéressant les sciences médicales, biologiques, expérimentales et humaines. En rhumatologie Marie-Christophe Boissier a fondé l’École de Bobigny.

### Parcours de chercheur
Marie-Christophe Boissier s’est consacré à la recherche sur la polyarthrite rhumatoïde, maladie qui touche 50 millions de personnes dans le monde. Son parcours se confond avec celui des progrès réalisés dans les traitements ciblés, improprement appelés biothérapies, de cette maladie. Il soutient sa thèse de Doctorat d’État en 1990 sur l’immunité anti-collagène dans cette maladie. Il développe d’utilisation de modèles expérimentaux de la polyarthrite, permettant d’approcher au plus près les mécanismes de la maladie et de tester des thérapeutiques. Il participe à partir de 1993 aux premières expériences sur la possibilité d’une thérapie génique au cours de la polyarthrite rhumatoïde. Il développe, en collaboration avec plusieurs équipes, le concept de vaccination anti-cytokine,,: ceci consiste à faire fabriquer par le patient lui-même le médicament (anticorps) qui ira lutter contre les causes de la maladie ; une telle approche, qui fut soutenue à son départ par l’Agence Nationale de la Recherche (ANR) pourra permettre d’envisager de traiter la maladie dans les pays plus pauvres, où les traitements ciblés sont actuellement inaccessibles à cause de leur coût de l’ordre de 10 000 euros par an. Des essais cliniques ont été réalisés chez l’homme et le concept étendu à d’autres maladies. Il a aussi précisé, avec son équipe, le rôle de plusieurs molécules de l’inflammation (interleukine 6, TNF alpha) et la place de certaines cellules (lymphocytes T régulateurs, polynucléaires neutrophiles). Actuellement, l’approche consiste à globaliser les causes et à considérer que la polyarthrite résulte d’une mauvaise rencontre entre un terrain génétique prédisposé et des facteurs d’exposition ; alimentation, microbes, environnement, tabagisme par exemple. Son laboratoire, qui comporte une vingtaine de membres, joue son rôle dans la formation à la recherche par la recherche en faisant passer plus de 25 thèses de Doctorat de Sciences depuis sa création.

### Parcours d'enseignant
Marie-Christophe Boissier crée, avec Jean-Jacques Lefrère, une Conférence d’Internat en 1982 qui existera durant 13 ans. L’idée est totalement nouvelle et consiste à faire enseigner la médecine par de jeunes spécialistes (qui sont internes ou chefs de cliniques), chacun étant couplé à un expert de la discipline. Créée au centre Laënnec de Paris et développée dans plusieurs facultés parisiennes (Le Kremlin-Bicêtre, Necker, La Pitié), la Conférence formera environ 3000 étudiants dont environ 2400 deviendront internes de spécialité. Une collection d’ouvrage, la première complète pour l’Internat, sera mise à la disposition des étudiants, et un livre collectif de 1500 pages, le Book de l’Internat sera publié et vendu à plus de 10000 exemplaires en deux éditions.
Marie-Christophe Boissier est aussi, avec Daniel Kuntz puis Marie-Christine de Vernejoul (Université Paris 7), à l’origine de la création d’un DEA (devenu Master) national de Biologie articulaire. Il participera à la création de l’École Doctorale « Biologie et Biotechnologie » de l’Université Paris 13, dont il quittera le bureau de direction pour devenir le Directeur de la Maison Biomédicale de l’École Doctorale Galilée de l’université Paris 13.

### Expertise et responsabilités
Marie-Christophe Boissier travail sur la Confiance dans la Relation Médecin-malade. Il a été chargé d’un rapport sur Conflit d’Intérêt avec l’Industrie dans les publications scientifiques, au sein d’une conférence Internationale de l’American College of Rheumatology. Il collabore avec des historiens, des sociologues et des anthropologues pour son travail sur l’exposition à la poussière dans la polyarthrite rhumatoïde.  
Marie-Christophe Boissier est rédacteur en chef de la Revue du rhumatisme qui est l’organe officiel de la Société Française de Rhumatologie depuis 1999. Il a transformé la revue en développant un concept original basé sur la défense de la francophonie pensée aussi comme diffusion de la pensée française. Le titre Joint Bone Spine est créé en 1999 et consiste en une traduction en anglais de certains articles de la Revue du rhumatisme ainsi qu’à la publication d’articles soumis initialement en anglais, expertisés par le Comité de rédaction à Paris avant toute publication, et traduits ensuite en cas d’acceptation pour le journal en langue française. Après 20 ans d’évolution, Joint Bone Spine figure parmi les meilleurs journaux mondiaux de la spécialité. Ce concept a depuis fait école pour plusieurs journaux scientifiques français.